# Славоросов, Алексей Харитонович
Алексе́й Харито́нович Славоро́сов (16 (29) сентября 1916, Петроград — 19 марта 1995, Люберцы) — советский горный инженер, маркшейдер и журналист, редактор.

## Биография
Алексей Харитонович Славоросов родился 16 (29) сентября 1916 в Петрограде. Отцом его был один из первых русских авиаторов, авиаинженер Харитон Никанорович Славороссов, сподвижник Михаила Ефимова и Сергея Уточкина, установивший ряд мировых рекордов, во время Первой мировой войны сражавшийся во Франции. При обмене документов фамилия Алексея Харитоновича была записана неверно, с одним «с». (в свидетельстве о рождении и дипломе она указана правильно).
В 1930 году Харитон Никанорович был репрессирован по ложному обвинению. Его жена Татьяна Александровна, дочь видного общественного деятеля и врача Александра Алексеевича Грацианова, была выслана из Москвы. Реабилитированы в 1963 году.
В 14 лет Алексей был вынужден начать свою трудовую деятельность. Работал аэродромным рабочим, слесарем на автобазе.
Без отрыва от работы сдал экзамены за среднюю школу и подготовился в институт.
В 1934 году Алексей стал студентом Ленинградского горного института. В 1939 году окончил институт по маркшейдерской специальности.
После окончания института Славоросов работал на Дальнем Севере (Колыма) в «Дальстрое», маркшейдером на золотом прииске «Партизан», главным маркшейдером рудника «Чек-Чек», в геолого-разведочных партиях.
Во время Великой Отечественной войны Алексей Харитонович, освобождённый от военной службы из-за очень плохого зрения, работал в Пятигорске на карьере горы Машук, обслуживающем военную промышленность. Летом 1942 персонал предприятия был эвакуирован в Среднюю Азию. Здесь Славоросов работал в г. Фрунзе, в тресте «Киргиззолоторедмет». В 1943 году перешёл на рудник «Койташ» (Самаркандская область) в качестве маркшейдера.
Осенью 1943 года был направлен на восстановление Донбасса. До осени 1944 работал на восстановлении шахты «Нежданная» (г.Шахты), затем был переведён в трест «Гундоровуголь», где работал на восстановлении и строительстве шахт № 9, 22, Юго-Восточная. На шахте «Юго-Восточная» был главным маркшейдером.
В 1947 году стал работать маркшейдером Подкумского шахтоуправления (г. Пятигорск).
В 1948 был переведён в Москву в «Росглавуголь» на должность маркшейдера главка.
В начале 1949 года перешёл на работу в Московский филиал ВНИМИ ст.научным сотрудником.
В апреле 1950 года был направлен в числе группы специалистов на строительство карьеров в Башкирии (г.Кумертау).
В июле 1950 года был направлен в Госгортехиздат (Углетехиздат), позднее издательство «Недра». Много лет работал там научным редактором. Под его редакцией выходили фундаментальные труды, научные издания и учебники по горному делу.
В 1958 году А. Х. Славоросов был принят в Союз журналистов СССР (литературный псевдоним Алексеев).
В 1964 Алексей Харитонович был назначен заместителем главного редактора журнала «Основания, фундаменты и механика грунтов». В 1988 стал главным редактором. Журнал является единственным в России профессиональным журналом, освещающим теоретические и практические проблемы фундаментостроения, геотехники, механики грунтов, устройства подземных сооружений, строительной экологии. Почти тридцать лет он отдал работе в журнале. Под его руководством издание поднялось на высокий научно-теоретический уровень и получило международную известность, английская его версия перепечатывается в США.
За достигнутые успехи А. Х. Славоросов награждён знаком «Отличник печати» (1978 г.), бронзовой медалью ВДНХ (1980 г.) и медалью «Ветеран труда» (1983 г.).
Алексей Харитонович также занимался преподаванием и переводами научной литературы с французского.
А. Х. Славоросов написал много книг и учебных пособий по маркшейдерии и геодезии. Две из них переведены на китайский и болгарский языки. Автор научно-популярной книги «Штурманы подземных горизонтов».
Алексей Харитонович был большим эрудитом, глубоким знатоком всемирной и русской истории, прозванным коллегами «ходячая энциклопедия». Пользовался уважением в коллективах Стройиздата, НИИОСПа, Союза журналистов. Тёплая дружба связывала его с академиком М. И. Гобуновым-Посадовым (сыном соратника Льва Толстого), учёными-угольщиками В. А. Букринским и Я. З. Рошковским.
Умер А. Х. Славоросов 19 марта 1995 году в Люберцах.

## Семья

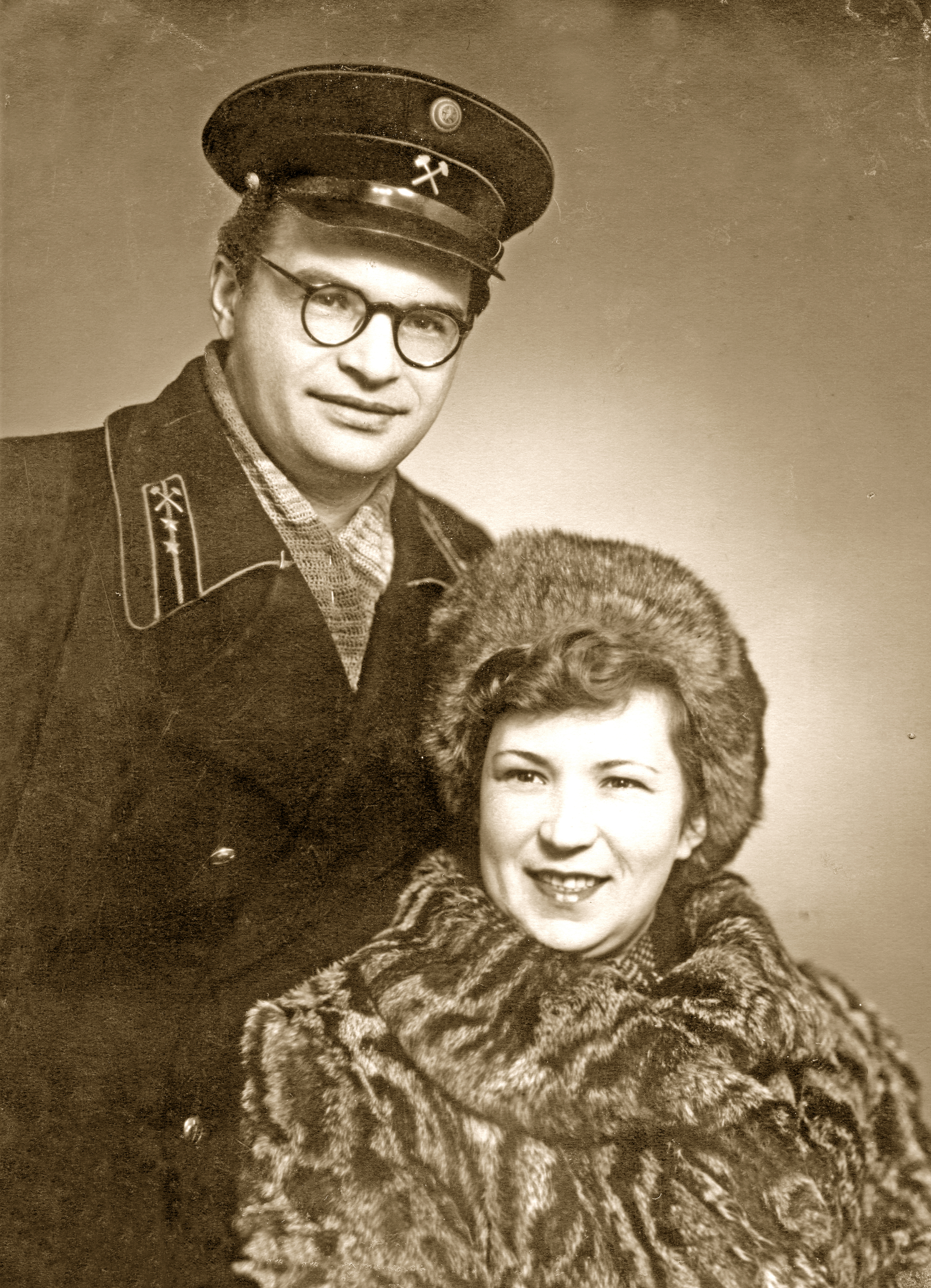
Алексей Харитонович Славоросов с женой Марианной Евгеньевной

- Дед (по матери) — Александр Алексеевич Грацианов (1865—1931), врач, общественный деятель.
- Отец — Харитон Никанорович Славороссов (1886—1941), авиатор, авиаинженер, велогонщик.
- Жена — Марианна Евгеньевна Славоросова (1922—2003), актриса, педагог.
- Дочь — Евгения Алексеевна Славороссова (Славоросова) (род.1951), поэт, переводчик, журналист, детский писатель.
- Сын — Аркадий Алексеевич Славоросов (1957—2005) — прозаик, поэт, сценарист, автор текстов песен.

## Книги под редакцией А. Х. Славороссова
- В. Г. Зданович, Н. Г. Келль, К. А. Звонарев, А. Н. Белоликов, Н. А. Гусев, Высшая геодезия, редактор издательства А. Х. Славоросов, Госгортехиздат, М, 1961
- Краткий справочник маркшейдера шахты, редактор издательства А. Х. Славоросов, Госгортехиздат, М, 1959
- Л. Е. Родионов, Маркшейдерское обслуживание открытых горных разработок, редактор издательства А. Х. Славоросов, Госгортехиздат, М, 1960
- П. А. Рыжов, Геометрия недр, редактор издательства А. Х. Славоросов, Недра, М, 1964
- Техническая инструкция по производству маркшейдерских работ, Славоросов А. Х., Углетехиздат, М, 1959
- Б. Д. Федоров, Геодезия, редактор издательства А. Х. Славоросов, Госгортехиздат, М, 1961
- И. Н. Ушаков, Горная геометрия, редактор издательства А. Х. Славоросов, Госгортехиздат, М, 1962
- V.Gouchtchine, Trate de minag, tradit du russe par R.Andreev, redacter A.Slavorossov, Взрывник на карьере, Высшая школа, М, 1969

## Фильмы
- Крылья Отчизны. Фильм 3. Забытые имена. — Режиссёр Бутков В. Н. — Документальный — ТПО Союзтелефильм, 1990 год — 57 мин. — Забытые имена